# ЗИЛ-4102
ЗИЛ-4102 — планировавшийся автомобиль высшего и представительского класса с кузовом типа седан Завода имени Лихачёва. Предполагался в качестве плановой замены кузову поколения ЗИЛ-114 и конкретно модели ЗИЛ-41045 (1983). Является пятым по счёту кузовом (поколением) легкового автомобиля данного класса.
ЗИЛ-4102 — опытный автомобиль высшего и представительского класса с укороченным кузовом типа седан. Разрабатывался для замены кузова поколения ЗИЛ-117 и конкретно модели ЗИЛ-41041 (1986). К 1988 году было изготовлено два опытно-промышленных экземпляра: в тёмном и светлом цветах; в 1996 году автомобиль тёмного цвета был разобран.
Данные модели представляли собой семейство принципиально новых кузовов впервые с момента появления модели ЗИЛ-114. В процессе создания, дизайн отдельных элементов: задних фонарей и наружных зеркал заднего вида, был применён на последней модернизированной, рестайлинговой модификации кузова прежнего поколения — ЗИЛ-41047 (1986).

## История
Планы по созданию нового кузова автомобиля высшего класса ЗИЛ, который должен был заменить собой кузов конструктива 1960-х годов, первой моделью которого была ЗИЛ-114, возникли в 1982 году. Тремя годами позднее оформился его окончательный внешний вид на макетах, а в 1988 году были показаны демонстрационные ходовые экземпляры укороченной модификации седана — ЗИЛ-4102, в количестве двух машин.
Главными конструктивными отличиями от предыдущего поколения являются:
- несущий кузов — вместо рамной конструкции
- стеклопластиковые элементы кузова: панели крыши и пола, капот и крышка грузового отделения
- независимая задняя подвеска типа «качающаяся свеча» — вместо зависимой рессорной

По части дополнительных удобств, из характерных наступающему времени новшеств: компьютеризированная, цифровая система считывания (воспроизведения) данных и управления (вместо аналоговой) — в частности, проигрыватель компакт-дисков вместо кассетного магнитофона. Внешность колпаков колёсных дисков была запатентована.
Существовала вероятность, впервые со времён кузова поколения ЗИС-110, открытия доступа к этому (высшему) классу автомобилей гражданам, не являющимся лицами из высшего руководства страны — то есть отмены условия введённого при Н. С. Хрущёве.
Ввиду поздно начавшихся работ и назревших неблагоприятных условий, выражавшихся в прекращении выделения автозаводам денежных средств для разработок, вынудившего их искать таковые на стороне, пробные экземпляры автомобиля наспех были вынужденно оснащены устаревшими двигателем и автоматической КПП от прежнего поколения автомобилей.

### Производство
В серийное производство автомобиль не попал — дело закончилось единичными опытно-промышленными экземплярами, на данном поколении история развития (эволюции) легковых автомобилей производства ЗИС(-Л) и, в целом, отечественных автомобилей этого класса, прервалась. Возобновилась она лишь к 2018 году, с появлением производства автомобилей под названием «Аурус» в Елабуге. В промежуточном периоде этот класс был вынужденно занят соответствующими автомобилями иностранного производства, а именно марки «Мерседес», поколений W140 (в 1994–2010 гг.), W220 и W221 (в 2012–2018 гг.).